# Tom Lacoux
Tom Lacoux (* 25. Januar 2002 in Bordeaux) ist ein französischer Fußballspieler, der bei Girondins Bordeaux unter Vertrag steht und aktuell an den FC Famalicão ausgeliehen ist.

## Karriere
Lacoux begann seine fußballerische Ausbildung bei Girondins Bordeaux, wo er auch noch heute in der Jugend aktiv ist. In der Saison 2019/20 sammelte er erste Erwachsenenbereichserfahrungen, als er in der Saison sechsmal für die zweite Mannschaft auflief. In der Folgesaison lief er zunächst dreimal für diese auf. Am 23. Dezember 2020 (17. Spieltag) debütierte er bei einer Liga-Niederlage gegen Stade Reims, als er in der Nachspielzeit für Yacine Adli ins Spiel kam. Im Anschluss an diesen Einsatz kam er immer öfters als Einwechselspieler zu Spielzeiten bei den Profis. In der Saison 2021/22 stieg Lacoux mit Bordeaux in die Ligue 2 ab. Dort absolvierte er in der folgenden Spielzeit 2022/23 33 Ligaspiele.
Im Sommer 2023 wechselte er leihweise zum FC Famalicão nach Portugal.